# 微風のマドリガル
ミュージカル・ロマンス『微風のマドリガル』（そよかぜのマドリガル）は宝塚歌劇団のミュージカル作品。花組公演。宝塚・東京は12場（本公演）。宝塚・東京の本公演、地方公演の併演作品は『メモアール・ド・パリ』。脚本・演出は大関弘政。

## あらすじ
※宝塚100年史の宝塚大劇場公演を参考にした。
1960年代にスペインのバルセロナにアフリカ航路の貨物船が帰港した。約1ヶ月の休暇を得た船員たちは家族や恋人に迎えられ各地へと散っていった。そんな中、身寄りのないミゲルは、安宿を兼ねカフェを祖父と切り盛りする娘マリーアと知り合い、恋に落ちる。ミゲルは弟のエミーリオと共にその宿に逗留するが、兄弟は20年前のスペインの内戦で行方不明になった老人の孫かもしれないという。二人は兄妹なのか・・・?

## 公演期間と公演場所
- 1986年1月1日 - 2月11日（新人公演は1月21日）　宝塚大劇場[1][4]
- 1986年4月3日 - 4月29日（新人公演は4月15日）　東京宝塚劇場[2][4]
- 1986年9月6日 - 9月23日　地方公演[3]（9月6日・一宮、7日・瀬戸、9日・町田、10日・焼津、11日・豊田、13日・宇都宮、14日・習志野、15日・甲府、16日・武蔵野、18日・藤沢、19日・調布、21日・二戸、23日・越谷）

## スタッフ（宝塚・東京）
※氏名の後ろに「宝塚」、「東京」の文字がなければ両劇場共通。
- 作曲・編曲：中元清純[1]
- 編曲[1]：小高根凡平・鞍安真一
- 音楽指揮：野村陽児（宝塚）[1]、北沢達雄（東京）[2]
- 振付[1]：河上五郎・蘭このみ
- 装置[1]：石浜日出雄・関谷敏昭
- 衣装：静間潮太郎[1]
- 照明：今井直次[1]
- 小道具：榎本満春[1]
- 効果：川ノ上智洋[1]
- 音響監督：松永浩志[1]
- 演出助手：中村暁[1]
- 舞台進行：渡辺勝彦[1]
- 制作：田中拓助[1]
- 製作担当：横山美二（東京）[2]

## 主な配役

### 宝塚・東京
※下記のデータは宝塚・東京共通。（）は新人公演。
- ミゲル・コスタ - 高汐巴[1]（安寿ミラ[4]）
- エミーリオ・コスタ - 大浦みずき[1]（友麻夏希[4]）
- マリーア - 秋篠美帆[1]（梢真奈美[4]）
- モレーノ・コスタ - 岸香織[1]（伊織なつ那[4]）
- パブロ船長 - 但馬久美[1]（大空希望[4]）
- テレサ - 水原環[1]（華陽子[4]）
- ドン・アントニオ - 朝香じゅん[1]（真矢みき[4]）
- ドンニャ・ルクレシア - 美野真奈[1]
- ドン・ペドロ - 宝純子[1]
- ドンニャ・マチルデ - ひびき美都[1]
- リカルド - 瀬川佳英[1]（舵一星[4]）
- ロドリーゴ - 幸和希[1]（三矢直生[4]）
- 青年司祭 - （宝樹芽里[4]）

### 地方公演
- ミゲル - 高汐巴[3]
- エミーリオ - 大浦みずき[3]
- マリーア - 秋篠美帆[3]
- アントニオ - 朝香じゅん[3]
- モレーノ - 岸香織[3]